# Малая академия наук Крыма
Малая академия наук Крыма, МАН «Искатель» — научное общество школьников на территории Крымского полуострова.

## История
В 1963 году симферопольские педагоги создали для научных занятий школьников Малую академию наук «Искатель». При МАН были созданы секции математики, биологии, химии, физики, астрономии, основ кибернетики, инженерно-техническая, журналистики — было организовано более 15 направлений детского творчества. Создание МАН приветствовали многие выдающиеся ученые того времени. Прежде всего это президент АН СССР академик А. П. Александров, президент АН Украины Б. Е. Патон. известный математик академик А. Н. Колмогоров, кибернетик академик В. М. Глушков, астроном академик А. Б. Северный. Президентом академии стал Козин Яков Дмитриевич, доктор геолого-минералогических наук, профессор. В докладе посвященному году работы МАН он отметил:

Мы стремились идти по мере наших молодых сил в ногу с жизнью. В нашей работе имеются все составляющие научной работы: изучение литературы, предшествующее постановке исследования, постановка экспериментов, конечные выводы.

Его личный авторитет позволил отмести в сторону происки скептиков и откровенных недоброжелателей. Десять лет руководил МАН профессор Я. Д. Козин и за это время она приобрела собственный авторитет и из робкой поисковой формы работы с детьми превратилась в заметную и эффективную форму работы со способными юношами и девушками. Деятельность МАН осуществлялась путём врастания в общегосударственную систему внешкольных учреждений — станций юных техников, юных натуралистов, юных краеведов, кружков дворцов пионеров и других детских учреждений. Вся работа в Крыму самым серьёзным образом поддерживалась Управлением народного образования и комсомолом. В президиум МАН входил заместитель заведующего областным отделом народного образования и один из секретарей ОК ЛКСМУ. Президент МАН, как правило избирался членом президиума областного общества «Знание». Существенную роль для МАН играла позиция наиболее ответственных партийных и государственных руководителей Крыма прежде всего со стороны секретарей ОК КПУ Н. К. Кириченко, и Н. В. Багрова.
Валентин Николаевич Касаткин (1926—1998), руководитель секции кибернетики, набирал детей в школу кибернетики посредством объявлений учителями физики обычных школ. Приглашались все желающие изучать кибернетику школьники седьмых-восьмых классов. Занятия проводились два раза в неделю. Теоретические занятия велись Валентином Николаевичем на базе Крымского пединститута (в настоящее время Крымский федеральный университет имени В. И. Вернадского). Практические занятия проводились на станции юных техников. Изучались основы булевой алгебры, двоичная система счисления, простейшие алгоритмы, основы теории автоматов, программирование абстрактных машин Поста и Тьюринга. На станции юных техников собирались простые автоматы на транзисторах. На летних сборах в п. Малореченское (1968 г.) и в п. Фрунзенское (1969 г.). Учеными Института Кибернетики АН УССР читались лекции, проводились коллоквиумы. Проводились тренинги «Штурм мозгов», целью которых являлось — коллективное принятие решения за короткий срок. Был прочитан курс лекций по теории электрических цепей.
Валентин Николаевич Касаткин был талантливым педагогом и популяризатором кибернетики. В шестидесятых годах прошлого века он предсказал неизбежность включения основ информатики в школьную программу.
На здании Крымского республиканского учебно-исследовательского центра на улице Гоголя, 26 (Станция юных техников) в Симферополе находится мемориальная доска с надписью: «Здесь в 1964—1998 гг. работал известный педагог, основоположник школьной кибернетики, заслуженный работник народного образования Украины, президент Малой академии наук школьников Крыма „Искатель“, профессор Касаткин Валентин Николаевич».

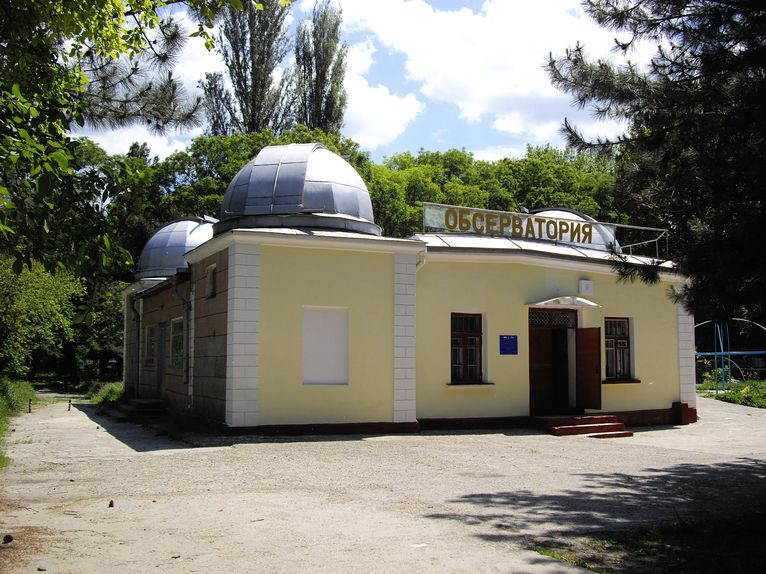
Обсерватория МАН

В Детском Парке Симферополя находится обсерватория МАН, которая создавалась на базе Симферопольского общества любителей астрономии (СОЛА), основанного в 1948 году при Крымской станции юных техников трудами астрофизика профессора Е. Ф. Скворцова. С момента основания до конца жизни руководил СОЛА Василий Васильевич Мартыненко (1930—2000). В советские годы с любителями астрономии постоянно сотрудничали Крымская астрофизическая обсерватория Академии наук СССР, Комиссия по кометам и метеоритам АН СССР. Сообщения обсерватории публиковались в астрономических журналах и международных бюллетенях. В ходе Международного геофизического года (1957-58) из четырёх метеорных спектров, зарегистрированных по всему миру, два получены любителями астрономии СОЛА. Среди открытий — метеорный поток, комета, вспышка сверхновой.

## Президенты МАН
- Я. Д. Козин, доктор геолого-минералогических наук, профессор. Первый президент МАН.
- В. Н. Касаткин, кандидат педагогических наук, профессор.
- Н. В. Багров, академик.
- Б. А. Вахрушев, доктор географических наук, профессор[3].

## Объекты названные в честь организации
- Перевал МАН (Фуна)
- Пещера МАН
- Поляна МАН (Пандазьяны-Тогай).